# Alek Glebov
Alexander Glebov detto Alek (Maribor, 15 luglio 1983) è un allenatore di sci alpino ed ex sciatore alpino sloveno naturalizzato russo nel 2011; la grafia russa del suo nome è Aleksandr Glebov (cirillico Александр Глебов).

## Biografia

### Carriera sciistica
Attivo in gare FIS dal dicembre del 1998, Glebov ha esordito in Coppa Europa il 6 febbraio 2002 a Tarvisio in discesa libera (60º) e in Coppa del Mondo il 27 novembre 2004 a Lake Louise nella medesima specialità (57º); nel massimo circuito internazionale ha ottenuto il suo miglior piazzamento il 14 dicembre 2007 nel supergigante della Val Gardena, arrivando 25º. Ha debuttato ai Campionati mondiali a Schladming 2013, dove si è classificato 28º nella discesa libera e non ha completato il supergigante, e ha colto il suo unico podio in Coppa Europa il 14 marzo 2013 a Soči Krasnaja Poljana (2º).
Ai XXII Giochi olimpici invernali di Soči 2014, sua unica presenza olimpica, si è piazzato 23º nella discesa libera e non ha completato il supergigante; l'anno dopo ai Mondiali di Vail/Beaver Creek 2015, sua ultima presenza iridata, è stato 34º nella discesa libera e non ha completato il supergigante. Ha preso per l'ultima volta il via in Coppa del Mondo nel supergigante di Kvitfjell dell'8 marzo 2015, dove si è piazzato 37º, e si è ritirato al termine di quella stessa stagione 2014-2015; la sua ultima gara in carriera è stata uno slalom gigante FIS disputato l'11 aprile a Krvavec, chiuso da Glebov al 2º posto.

### Carriera da allenatore
Dopo il ritiro è divenuto allenatore nei quadri della Federazione sciistica della Slovenia.

## Palmarès

### Coppa del Mondo
- Miglior piazzamento in classifica generale: 135º nel 2008

### Coppa Europa
- Miglior piazzamento in classifica generale: 56º nel 2008
- 1 podio:
  - 1 secondo posto

### Nor-Am Cup
- Miglior piazzamento in classifica generale: 31º nel 2013
- 2 podi:
  - 1 vittoria
  - 1 terzo posto

#### Nor-Am Cup - vittorie
| Data            | Località        | Paese       | Specialità |
| --------------- | --------------- | ----------- | ---------- |
| 8 dicembre 2012 | Copper Mountain | Stati Uniti | SG         |

Legenda:

SG = supergigante

### South American Cup
- Miglior piazzamento in classifica generale: 6º nel 2010
- Vincitore della classifica di supergigante nel 2009
- 6 podi:
  - 2 vittorie
  - 4 terzi posti

#### South American Cup - vittorie
| Data              | Località | Paese | Specialità |
| ----------------- | -------- | ----- | ---------- |
| 16 settembre 2008 | La Parva | Cile  | SG         |
| 11 settembre 2009 | La Parva | Cile  | SG         |

Legenda:

SG = supergigante

### Campionati sloveni
- 6 medaglie:
  - 1 oro (supergigante nel 2006)
  - 1 argento (supergigante nel 2008)
  - 4 bronzi (discesa libera nel 2006; discesa libera, supergigante nel 2007; discesa libera nel 2009)

### Campionati russi
- 4 medaglie:
  - 4 ori (discesa libera, supergigante nel 2012; discesa libera, supergigante nel 2013)